# Mathias Kiwanuka
Mathias Kagimu Kiwanuka (Indianapolis, 8 marzo 1983) è un ex giocatore di football americano statunitense che ha militato nel ruolo di defensive end nella National Football League (NFL. Fu scelto come 32º assoluto dai New York Giants nel corso del Draft NFL 2006. Al college ha giocato a football con i Boston College Eagles.

## Palmarès

### Franchigia
- Super Bowl : 2

New York Giants: XLII, XLVI
- National Football Conference Championship: 2

New York Giants: 2007, 2011